# Morton, Washington
Morton är en ort i Lewis County i delstaten Washington. Vid 2010 års folkräkning hade Morton 1 126 invånare.